# Ceratopetalum apetalum
Ceratopetalum apetalum là một loài thực vật có hoa trong họ Cunoniaceae. Loài này được D.Don mô tả khoa học đầu tiên năm 1830.